# Pătură

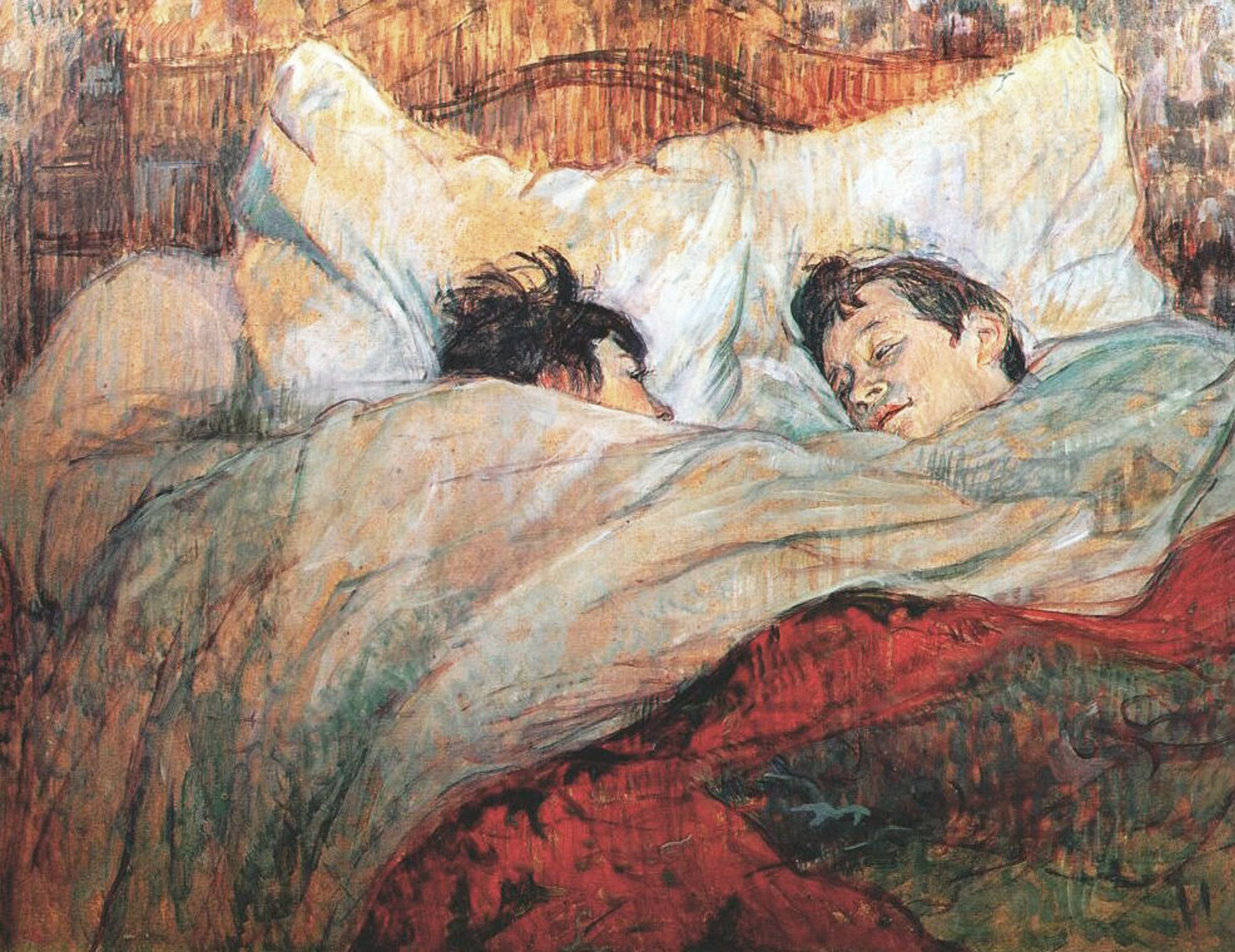

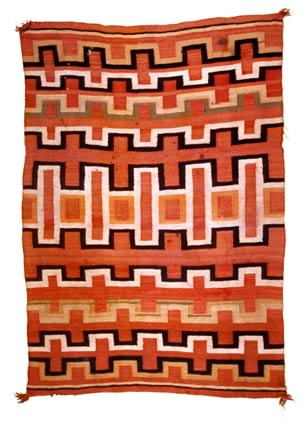
O pătură

Pătura este o țesătură dreptunghiulară (deasă și groasă), care servește la învelit. Poate fi confecționată din lână, bumbac, fire sintetice. Păturile mai sunt folosite la picnicuri și la plajă. Cu păturile groase se poate stinge focul. O pătură decorativă din lână numită cergă este țesută în Maramureș.